# Ioșia
Ioșia (węg. Őssi) – dzielnica Oradei znacznie rozbudowana w czasach komunizmu. Leży w południowo-zachodniej części miasta. W pobliżu znajduje się port lotniczy. W Ioșii blokowiska z wielkiej płyty przeplatają się z wielkimi willami.